# Tilbert Dídac Stegmann

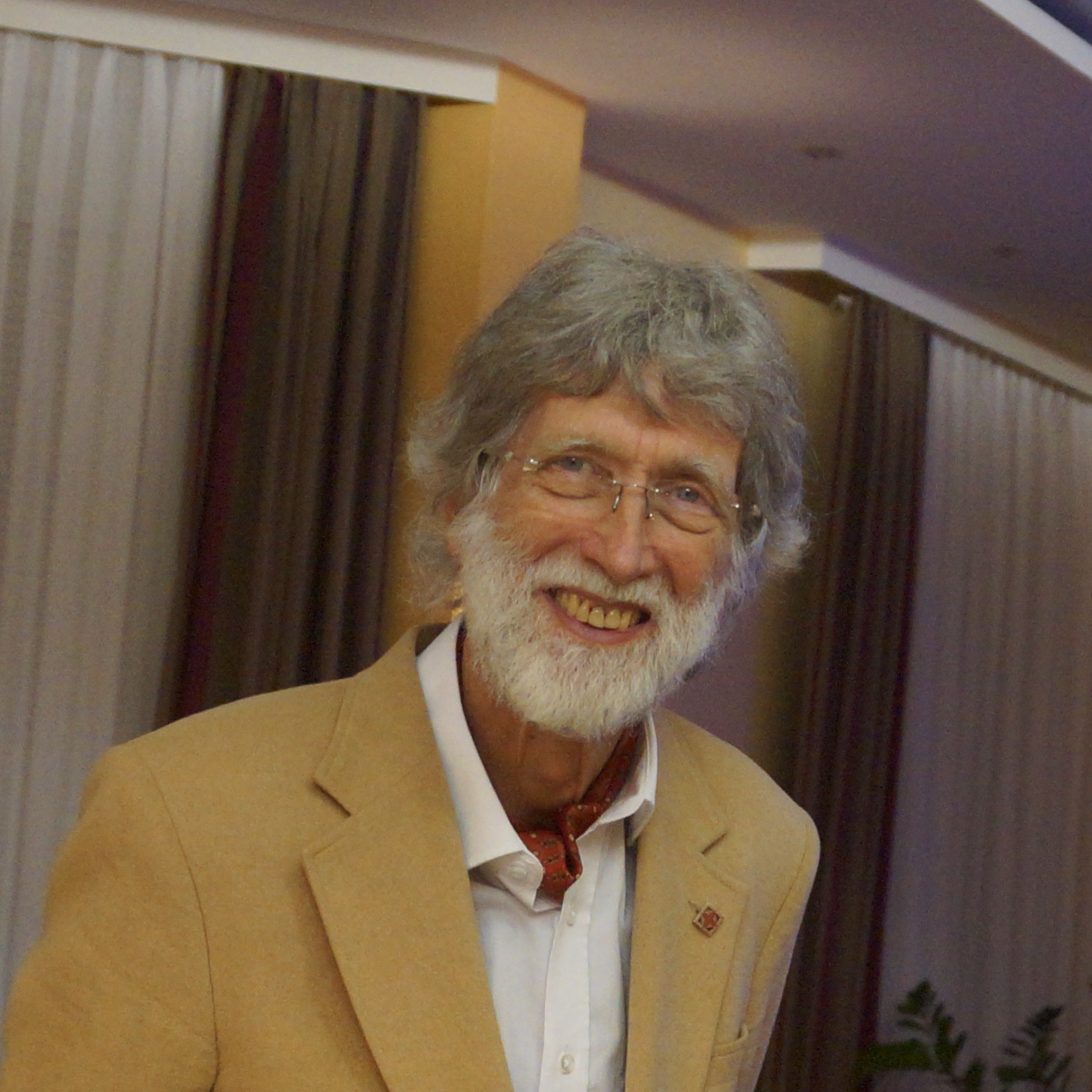
Tilbert Dídac Stegmann (2019)

Tilbert Dídac Stegmann (* 1. September 1941 in Barcelona, Katalonien) ist ein deutscher Literaturwissenschaftler und emeritierter Professor für Romanistik, Literaturwissenschaft und Katalanistik an der Johann Wolfgang Goethe-Universität Frankfurt am Main.

## Leben und Wirken
Tilbert Dídac Stegmann wurde als Sohn deutscher Eltern in Barcelona geboren und besuchte von 1951 bis zu seinem Abitur das Görres-Gymnasium Düsseldorf und das Gymnasium Leopoldinum Detmold. Von 1961 bis 1969 studierte er Anglistik, Germanistik und Romanistik an der Universität Hamburg, der Freien Universität Berlin, am Dartmouth College (USA) und in Madrid; er absolvierte Sommerkurse in Coimbra, Perugia, Cambridge und Nizza/Menton und lernte außerdem Portugiesisch und Italienisch.
1971 wurde er an der Universität Hamburg promoviert und wirkte anschließend bis 1976 als wissenschaftlicher Assistent an der Universität Erlangen-Nürnberg und war außerdem als Germanist an der Université de Haute Bretagne Rennes. Von 1976 bis 1979 war er als Assistenz-Professor für Romanistik an der Freien Universität Berlin tätig. 1981 folgte er einer Berufung als Professor für Romanische Philologie an die Goethe-Universität Frankfurt am Main.
1978 organisierte und koordinierte er die Setmanes Catalanes (Katalanischen Wochen) in Berlin, um die katalanische Kultur in Deutschland bekannt zu machen. Fünf Jahre später veranstaltete er die zweiten „Katalanischen Wochen“ in Karlsruhe.
Stegmann rief zusammen mit Horst G. Klein das EuroCom-Projekt ins Leben, das den Europäern den Erwerb der Mehrsprachigkeit erleichtern will. Er ist der Initiator der Katalanischen Bibliothek der Universität Frankfurt (1981), die im Jahr 2020 mehr als 37.000 Bände in katalanischer Sprache oder mit katalanischem Thema umfasst. Es ist die größte katalanische Bibliothek außerhalb von Katalonien.
1983 gründete Stegmann die Deutsch-Katalanische Gesellschaft (heute Deutscher Katalanistenverband), deren Vorsitz er von 1983 bis 1995 innehatte und deren Ehrenpräsident er ab 1997 wurde. Außerdem gründete er 1988 die Zeitschrift für Katalanistik / Revista d'estudis catalans und die Oficina Catalana (Katalanisches Kulturbüro Frankfurt), die bis 1995 tätig war.
Für sein Engagement für die katalanische Sprache und Kultur wurde Stegmann vielfach ausgezeichnet.
Stegmann ist seit 1988 mit Inge Stegmann verheiratet und hat einen Sohn (* 1994) und eine Tochter, die Influencerin und Reality-TV-Teilnehmerin Stella Stegmann (* 1997).

## Auszeichnungen (Auswahl)
- 1985: Creu de Sant Jordi[4]
- 1990: Guardó Ciemen-Preis[4]
- 1991: Memorial Cendrós-Preis[4]
- 2005: Premi Batista i Roca
- 2006: Premi Internacional Ramon Llull[4]
- 2008: Premi Pompeu Fabra[4]
- 2017: Serra d’Or, Kritikerpreis für Katalanistik für das Buch El plaer de llegir literatura catalana.[2]
- 2019: Premio Ostana. Premio Speciale.

## Veröffentlichungen (Auswahl)
- als Hrsg.: Ein Spiel von Spiegeln. Katalanische Lyrik des 20. Jahrhunderts. Beck, München 1987, ISBN 978-3-406-31702-6.
- Catalunya vista per un alemany. Edicions La Campana, 1988, 13. Auflage 1996, ISBN 978-84-86491-12-3
- als Hrsg.: Katalanisch – Deutsches Vokabular aus dem Jahre 1502 – Nachdruck der von Pere Barnils besorgten Faksimileausgabe von 1916, Vocabulari Català – Alemany de l'any 1502. Domus Editoria Europaea, Frankfurt 1991, ISBN 3-927884-23-5.
- mit Inge Stegmann: Katalonien und die katalanischen Länder (Barcelona, Balearen, Land València, Andorra, Nordkatalonien mit Rosselló). Kohlhammer, Stuttgart 1992, ISBN 978-3-17-007521-4.
- mit Horst G. Klein: EuroComRom –  Die sieben Siebe. Romanische Sprachen sofort lesen können. Shaker, Aachen 2000, ISBN 978-3-8265-6947-0.
- mit Rainer Hess, Gustav Siebenmann: Literaturwissenschaftliches Wörterbuch für Romanisten (LWR). UTB, Stuttgart 2003, ISBN 978-3-8252-1373-2.
- mit Torsten Eßer: Kataloniens Rückkehr nach Europa. Geschichte, Politik, Kultur und Wirtschaft. LIT Verlag, 2007, ISBN 978-3-8258-0283-7.
- mit Sebastià Moranta: Katalanisch express: sofort Katalanisch lesen durch Ihre Brückesprache. Shaker, Aachen 2007, ISBN 978-3-8322-6266-2.
- als Hrsg. mit Martí Sancliment-Solé: Katalonien. Der diskrete Charme der kleinen Staaten. LIT, Münster 2014, ISBN 978-3-643-12629-0.
- Ambaixador de Catalunya a Alemanya. Pagès Editors, Lleida 2014, 3. Auflage 2019, ISBN 978-84-9975-497-0.
- El plaer de llegir literatura catalana. Pagès Editors, Lleida, ISBN 978-84-9975-748-3.
- Servir Catalunya des d'Alemanya. Una biografia. Pagès Editors, Lleida 2018, ISBN 978-84-1303-022-7.